# TEPCO i-フロンティアズ
TEPCO i-フロンティアズ株式会社（テプコアイフロンティアズ）（英: TEPCO i-FRONTIERS,Inc.）は、サービス・商品の新規開発を支援する東京都千代田区の企業。東京電力ホールディングスのグループ会社の一つ。 東京電力エナジーパートナー株式会社と、株式会社ICMG（経営コンサルティング事業）による合弁会社として2017年に設立。起業家・事業会社・メーカー・大学・研究所などと連携し、新しいサービスや商品の事業化・商品化に向けた提案やリサーチ・実証を行う。

## 主な事業
- インフラサービスの引越手続サポート　ウェブサービス「引越れんらく帳」の運営
- TEPCO i-フロンティアズ 住宅設備機器保証
- 情報サイト「マネのば」の運営（2024年3月8日に閉鎖）
- 情報サイト「引越れんらく帳 SIM乗り換えガイド」の運営
- 情報サイト「引越れんらく帳 光回線乗り換えガイド」の運営

## 沿革
- 2017年
  - 9月 - TEPCO i－フロンティアズ株式会社　設立
- 2019年
  - 4月 - インフラサービスの引越手続きができるウェブサービス「引越れんらく帳」を東京電力エナジーパートナーと共同でリニューアルオープン
  - 6月 - 代表取締役社長に中島佳子が就任、オフィス（GINZAコラボレーションオフィス：東京都中央区銀座2-11-15 ＳＦ銀座ビル 5階）に移転
  - 7月 - 内閣官房が推進する「引越しワンストップサービス」の実証実験に、東京電力エナジーパートナーと共同運営する「引越れんらく帳」が参画決定
- 2020年
  - 2月 - 本店（東京都中央区銀座2-11-15 ＳＦ銀座ビル 5階）に移転
- 2021年
  - 9月 - 本店（東京都千代田区丸の内2-1-1）に移転、支店（東京都港区新橋5-4-1 新橋ベスト3階）を開設
  - 10月 - 代表取締役社長に菊池英俊が就任

## 支店
〒105-0004　東京都港区新橋 5-4-1 新橋ベスト 3 階

## 役員構成
- 代表取締役社長：菊池 英俊
- 代表取締役副社長：小磯 泰樹
- 取締役：田中 将人
- 取締役：舩橋 仁

## 主な関連会社
- 東京電力ホールディングス
- 東京電力エナジーパートナー
- 株式会社ICMG
- 東京電力フロンティアパートナーズ合同会社